# Viscount Samuel

Herbert Samuel, 1. Viscount Samuel

Viscount Samuel, of Mount Carmel and Toxteth in the City of Liverpool, ist ein erblicher britischer Adelstitel in der Peerage of the United Kingdom. 

## Verleihung
Der Titel wurde im Jahre 1937 für den Politiker Herbert Louis Samuel geschaffen. Dieser war der erste Jude, der Kabinettsminister geworden war. Von 1920 bis 1925 war er Hochkommissar des britischen Völkerbundsmandats für Palästina gewesen. In der Folgezeit wurde er Vorsitzender der Liberal Party. Er war der Neffe von Samuel Montagu, 1. Baron Swaythling. 

## Liste der Viscounts Samuel (1937)
- Herbert Louis Samuel, 1. Viscount Samuel (1870–1963)
- Edwin Herbert Samuel, 2. Viscount Samuel (1898–1978)
- David Herbert Samuel, 3. Viscount Samuel (1922–2014)
- Dan Judah Samuel, 4. Viscount Samuel (1925–2014)
- Jonathan Herbert Samuel, 5. Viscount Samuel (* 1965)

Voraussichtlicher Titelerbe (Heir Presumptive) ist der Halbbruder des jetzigen Viscounts, Benjamin Angus Samuel (* 1983).